# 八戸事件
八戸事件は、同治5年12月（1867年1月）に清国広州の新聞『中外新聞』に掲載された、「八戸順叔」なる香港在住の日本人が寄稿した征韓論の記事がきっかけとなり、日本と李氏朝鮮および清国との間の外交関係を悪化させた事件である。征韓論は江戸時代末期（幕末）の吉田松陰や勝海舟らの思想にその萌芽が見られるが、現実の外交問題として日清朝三国に影響を及ぼしたのはこの八戸事件が最初である。さらにこの事件はその後も10年近く尾を引き、後の江華島事件における両国間交渉にまで影響を及ぼした。

## 事件の発生

### 衝撃の新聞記事
同治5年12月12日（グレゴリオ暦では1867年1月17日）、清国の広州（広東省）で発行されていた『中外新聞』という華字新聞に、イギリス領香港に在住する八戸順叔という日本人が「征韓論」めいた記事を寄稿した。日本（江戸幕府）は軍備を西洋化し、朝鮮を征討しようとしているとする記事である。清国の外交を担当する総理各国事務衙門（以下、総理衙門）は、外国人が開港場で発行する新聞の内容を上海の南洋通商大臣、天津の北洋通商大臣および各税務司に毎月報告させて情報源としており、この記事もただちに弁理五口通商事務大臣に届けられ、総理衙門へも報告された。総税務司ロバート・ハートからも詳細が報告されている。
これらの情報を受け、翌同治6年2月15日（1867年3月20日）、総理衙門主宰の恭親王が同治帝に、記事の内容とともに、礼部を通じて朝鮮に密咨を送り、実情を調査させるべき旨を密奏として上呈した。この上奏は直ちに裁可され、当時たまたま来清中だった朝鮮の冬至使に、さっそく礼部からの咨文が託された。この冬至使は翌月に朝鮮に帰国し、「征韓論」を伝える密咨が、朝鮮政府に届けられたのである。

### 記事の内容
該当記事の内容は、
日本は軍制を改革して、新型兵器・軍艦を購入・製造し、現在すでに火輪兵船（蒸気軍艦）80隻を所有している。また12歳から22歳までの優秀な若者14名を選抜してロンドンに派遣した。留学生らは西洋風の髪型にそろえてヨーロッパ式の軍服を着用し、英語にも精通している。また、江戸政府は督理船務将軍の中浜万次郎を上海に派遣して火輪兵船を建造し、すでに帰国している。幕府は、国中の260名の諸侯を江戸に結集して、朝鮮を征討しようとしている。日本が朝鮮を征討しようとするのは、朝鮮が5年に1度実施していた朝貢をやめ、久しく廃止しているからだ。
というものであったという。

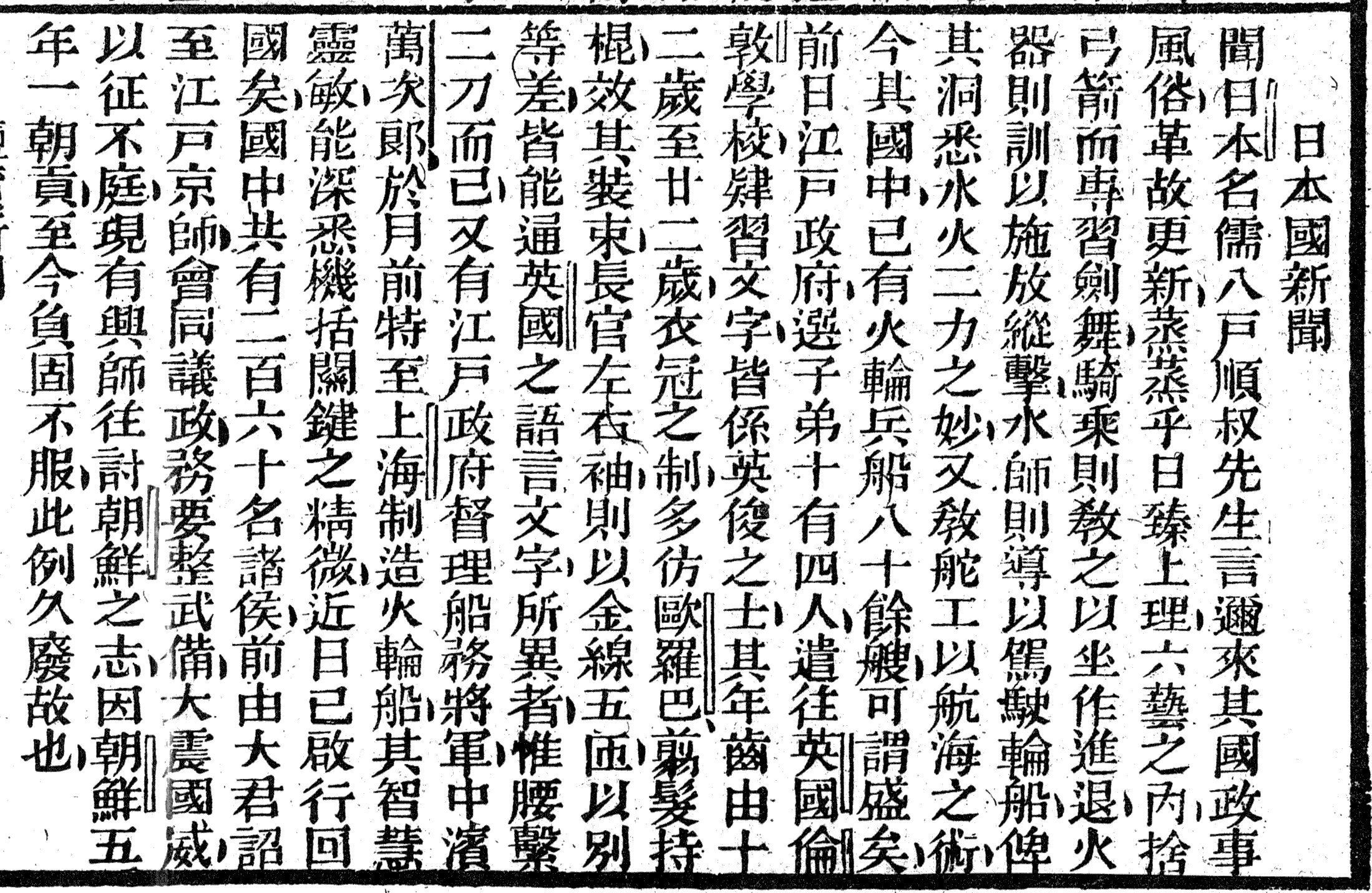
同治5年12月12日号 抜粋

この記事の内容のほとんどは誤情報から成り立っており、いたずらに外交摩擦を生じさせかねない文章となっている。田保橋潔が『近代日鮮関係の研究』で「朝鮮に関する部分は全然無根で、何故に彼がかかる流言を放ったか、理解するに苦しむものがある」と述べている通り、「八戸順叔」という人物がなぜこのような妄説を新聞に寄稿したのか、目的は全く不明である。

## 関係各国の状況
ここで八戸事件前後の、日本・清・朝鮮各国の外交関係について概観し、問題の新聞記事に対する反応に至った背景について述べる。

### 日本:幕末の動乱
日本は江戸時代を通じて、いわゆる"鎖国"政策を堅持しており、琉球・朝鮮以外の国とは国交を持たなかった。日清間には正規の外交関係は存在せず、長崎の唐人屋敷を舞台に清国商人と日本商人との間で制限貿易が行われていた。一方、朝鮮とは国交を持ち、将軍の代替わりごとに朝鮮から通信使が派遣される関係にあった。
しかし1854年に日米和親条約が締結され、いわゆる鎖国体制は終了。以来、西洋諸国と条約を結び、近代的な世界システムへの参入が図られるようになる。その中で欧米から知識を得て、軍備を強化する動きは確かに見られた。しかし上記の八戸記事に載るような朝鮮征伐計画は全く存在しておらず、記事が語る当時の日本の状況も、はなはだ不正確である。もっともすべてが虚偽なのではなく、以下のようにある程度事実と見られる部分もある。
日本政府（江戸幕府）が軍制を改革していること
幕府は文久の改革（1862年）で西洋式兵制の導入を試みており、さらに慶応3年（1867年）からはナポレオン3世から派遣されたフランス軍事顧問団の指導により、陸軍兵制改革を行う。ただし記事が出た1866年末の時点でまだ改革は途上にあり、成果が出ているとは言い難い状況にあった。現に同年には諸藩と共同で長州藩へ攻め込んでいるが（第二次長州征伐）、各地で連敗を続け、結局失敗に終わっている。
兵器や軍艦を購入・製造していること
確かに当時、幕府のみならず有力諸藩も英仏米などから武器・軍艦を購入していた。ただし艦の多くは洋式帆船や輸送船であり、この時点で蒸気軍艦は幕府ですら蟠竜丸・朝陽丸など10隻に満たず、薩摩藩・長州藩などの有力諸藩のものを合わせても、記事でいう「80隻」には遠く及ばない。また、国産の蒸気軍艦にいたっては石川島造船所で建造した千代田形がようやく1866年に竣工したばかりであり、それすら量産の見込みは立っていなかった。
ロンドンへ若者14名を留学させたこと
記事にある通り、幕府は慶応2年（1866年）に英国へ留学生を派遣している。林董・中村正直・外山正一・菊池大麓ら14名で、すでに蕃書調所などで英語を学んでいた者もあり、この部分の記述については八戸記事は正確である。
中浜万次郎を上海に派遣して船を購入させたこと
土佐の漁民出身で、漂流した後アメリカから帰国した中浜万次郎（ジョン万次郎）は、嘉永6年（1853年）に旗本に取り立てられ、幕臣として活躍していた（ただし記事にあるような「督理船務将軍」などという職は存在しない）。記事にある通り1866年に中浜は土佐藩の後藤象二郎や英国商人グラバーとともに上海に赴いて、軍艦を調達している。ただし八戸の記事と異なり、上海で建造した訳ではなく出来合の英国帆船を購入したのみであり、それも幕府の所有ではなく土佐藩の船（夕顔丸）となっている。

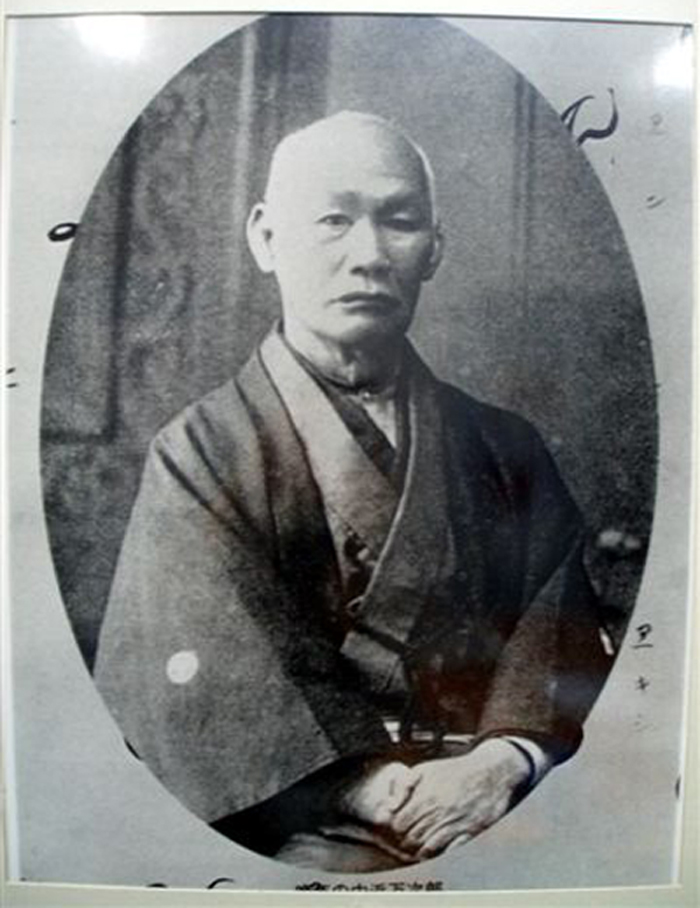
中浜（ジョン）万次郎

以上のように、わずかに事実と見られる部分についても、誤認や虚偽の内容が多く含まれており、正確なのは英国留学生に関する部分のみと言ってよい。そのほか幕府が260諸侯を結集して外征しようとしているなどは、同年に幕府が行った第二次長州征討で、薩摩藩などが出兵要請を拒否し、幕府・諸藩連合軍が長州藩に敗北、さらに7月に将軍徳川家茂が急死して徳川慶喜が徳川宗家のみを継承するも、将軍職就任を拒否する（同年12月に就任）など、幕府の統制が破綻しつつあった日本国内の状況が全く顧みられていないものである。
また、朝鮮が5年に1度日本に朝貢していたという記述は、朝鮮通信使のことを指すと思われるが、これは建前上はあくまで信（よしみ）を通ずる対等な外交使者であった。ただし日本側はこれを朝貢使節と見なそうとする傾向があり、国内においては幕府から諸大名へ「朝鮮入貢」と通達しており、朝鮮側も紛争を避けるためそれを黙認していた（詳細は朝鮮通信使#江戸時代の朝鮮通信使を参照）。さらに江戸時代後期、国学や水戸学の普及により、古代神功皇后の三韓征伐等の逸話が親しまれるにつれ、朝鮮に対する蔑視・軽視が進むようになり、後述の書契問題や征韓論に連なっていく。八戸の記事は、こうした朝鮮に対する当時の日本側の見方を反映したものと見られる。しかし通信使が1811年以来久しく途絶していた主因は日本側の財政難にあり（後述）、八戸の記述は事実とは異なる。
実際にはこの時期、日本から朝鮮への働きかけとして、攻撃を仕掛けるどころか、むしろフランス・アメリカとの紛争を抱えていた朝鮮（後述）に対し、調停・仲裁の労を執ろうとしていた。対馬藩は幕府に対し、慶応2年11月23日（1866年12月29日）朝鮮における紛争を上申し、座視するに忍びないとして、日本の開国の経験を生かして対欧米諸国との調停を提案した。これは、八戸の記事が掲載される半月前のことである（なお当の八戸の記事が掲載された際には、日本国内で十分な注意が払われた形跡はない）。翌月新たに15代将軍となった徳川慶喜は、外交権が幕府にあることを誇示するため欧米諸国の公使とも頻繁に接触を図っており、慶応3年2月7日（1867年3月12日）に大坂城へフランス公使ロッシュを招いて、丙寅洋擾（後述）に関して仏朝間の和議を調停する意志を伝え、外国奉行平山敬忠を正使、目付古賀謹一郎を副使とする朝鮮使節を派遣する内命を下した。翌日にロッシュの下へ老中板倉勝静（備中松山藩主）・老中格松平乗謨（信濃田野口藩主）を派遣して協議させている。
このように、日本から朝鮮への攻撃が計画されているという八戸の記事は、実際の日朝関係の経緯を無視した全くの虚報であり、後に幕府は朝鮮政府へはっきりと八戸記事を否定することになる。

### 清:洋務派と自強論
19世紀半ば、二次にわたるアヘン戦争で敗北した清朝は、ヨーロッパ諸国（列強）の軍事的優位に直面した。清国内でも近代化の必要性を感じていた曽国藩・李鴻章ら、「洋務派」と称された漢人官僚たちにより、1860年代から中体西用論に基づく洋務運動が展開されていた。その際、1850年代に開国した日本は、武器艦船の購入製造、留学生の欧米派遣など「自強」政策を推進している手本になるという見方と、明代からの倭寇や豊臣秀吉による朝鮮出兵のイメージもあいまって、清にとって将来的な脅威となりうる、といった両面の見方が存在していた。
アヘン戦争の敗戦後、清は欧米諸国と締結した南京条約・北京条約などにより、広州1港のみで対外貿易を行っていた従来の広東システム体制から、追加の開港場となった上海などを中心とした新たな貿易・外交体制を築くため、咸豊11年（1861年）に総理各国事務衙門を設置していた。従来公的な通交関係を持たなかった日本もまた、開国して間もなく、この新たな枠組みに参加すべく、1862年に江戸幕府が千歳丸を上海に派遣し、オランダ領事館を介して清朝と交渉していた。しかし清朝側は日本を欧米諸国と同列（有約通商之国）に引き上げることは望んでおらず、その後2度の交渉も頓挫していた（詳細は広東システム#広東システム停止とその後を参照）。

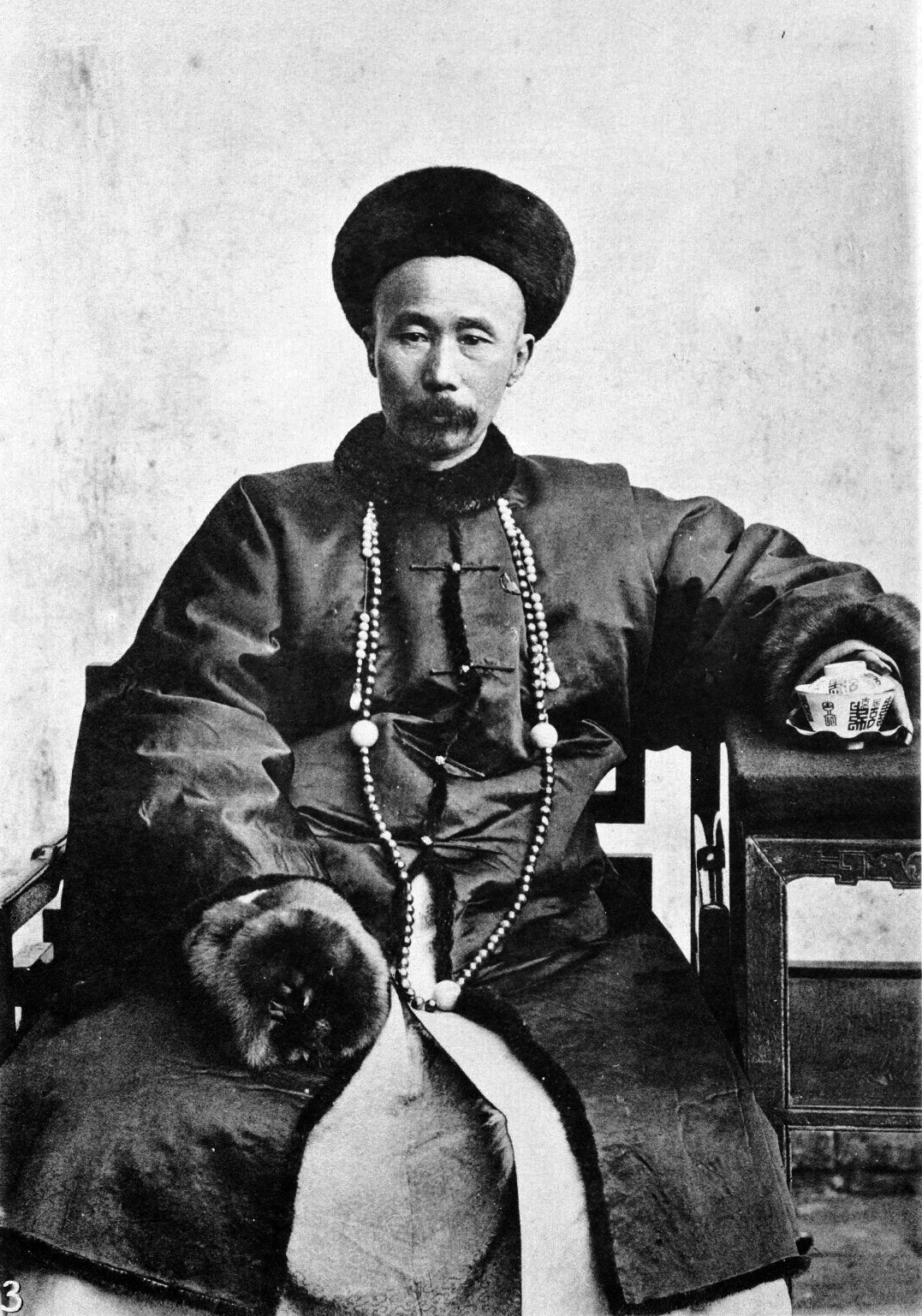
李鴻章

洋務派の意見をリードする李鴻章は、この時点で直に日本人と会ったことは無かったが、1864年には総理衙門に送った洋式火器の製造に関する書簡の中で、日本の脅威に言及している。李鴻章は、西洋では火器製造は「身心性命の学」と考えられ国家的な事業として重視されているとして、中国もこれに倣うべきことを日本の例を挙げて次のように論じている。
英仏は日本に苛斂誅求な行いをしたため、日本の君臣は発憤して宗室および大臣の子弟を選んで西洋の武器工場へ派遣し、各種の技術を学ばせ、工作機械を購入して武器を国産しようとしている。すでに蒸気船の操縦や砲弾の生産が可能である。英国が日本を武力で威嚇したが、日本も優秀な武器を保有していたため、どうすることもできなかった（生麦事件（1862年）から翌年の薩英戦争の経緯を指していると思われる）。日本は明代の倭寇であり、西洋から遠く中国からは近い。もし中国が「自立」できれば、日本は味方となり西洋に対抗するだろうが、「自強」できなければ、日本は西洋に倣って中国侵略に参加する側となるだろう。日本は小国とはいえ時期を逸さず国家の方向を転換しつつある。中国も日本に倣って変革すべきである。
このように清朝の指導者である李鴻章は、日本に対して「自強」の成果は認めつつも一定の警戒心を持っていた。そんな中、日本が朝鮮攻撃を計画しているという新聞記事が出たことで、清朝官僚の日本への脅威が現実のものとなった意味は大きい。朝鮮は清にとって属国であり、それを狙うという日本への警戒も高まった。しかも当時、朝鮮ではすでにフランスとの間の武力紛争が起きていた上、米国船ジェネラル・シャーマン号への襲撃事件も発生し、朝鮮側はシャーマン号を英国船と誤認したまま、事件の概要を清国礼部に報告していた。在清米国公使館よりシャーマン号の行方不明について問合せを受けていた総理衙門は、朝鮮からの報告にある英船が実はシャーマン号なのではないかと疑い、朝鮮がフランスに加えて米英との紛争に巻き込まれることを恐れていた。そうした状況下、八戸の征韓記事が掲載されたのである。
総理衙門は、八戸の記事がもし事実であった場合、英仏米などよりも日本の方が清（および朝鮮）にとって重大な脅威になりうると判断した。というのも、日本の朝鮮出兵計画が英仏米など他国の動きに乗じたものかどうかは分からないが、もし日本が朝鮮を占領すれば、清と隣接することになり、フランスの侵略に比べても脅威はさらに高まるからである。総理衙門は、このように八戸記事を現実に起きうる脅威と受け止め、礼部を通じて朝鮮に密咨と5件の新聞情報（照録）を送り、実情を調査させることを上奏したのである。ただし清が八戸事件に関して、直接日本の徳川幕府に何らかの働きかけを行うことはなかった。当時、日本は清の朝貢国でもなく、新たな関係について交渉中の段階に過ぎず、表向き公的関係がなかったためである。
この事件で清朝政府が朝鮮に行った対応は、倭寇の記憶と日本の「自強」という認識を元に、朝鮮問題に限って言えば、英仏米などの列強よりも日本の脅威をより重視していたことを示している。本来、1861年に総理衙門という機関が設置されたきっかけとなった上奏文では、清にとって英仏米よりも領土的野心をもつロシアがより危険であるという対外観が表明されていたが、1870年代以降の海防・塞防論争においては、日本もロシアと同じく清国の主敵であるとの認識が高まる。この認識は江華島事件や琉球処分を通じてより広まっていくが、八戸事件こそがその端緒になったと言える。

### 朝鮮:大院君政権の排外政策

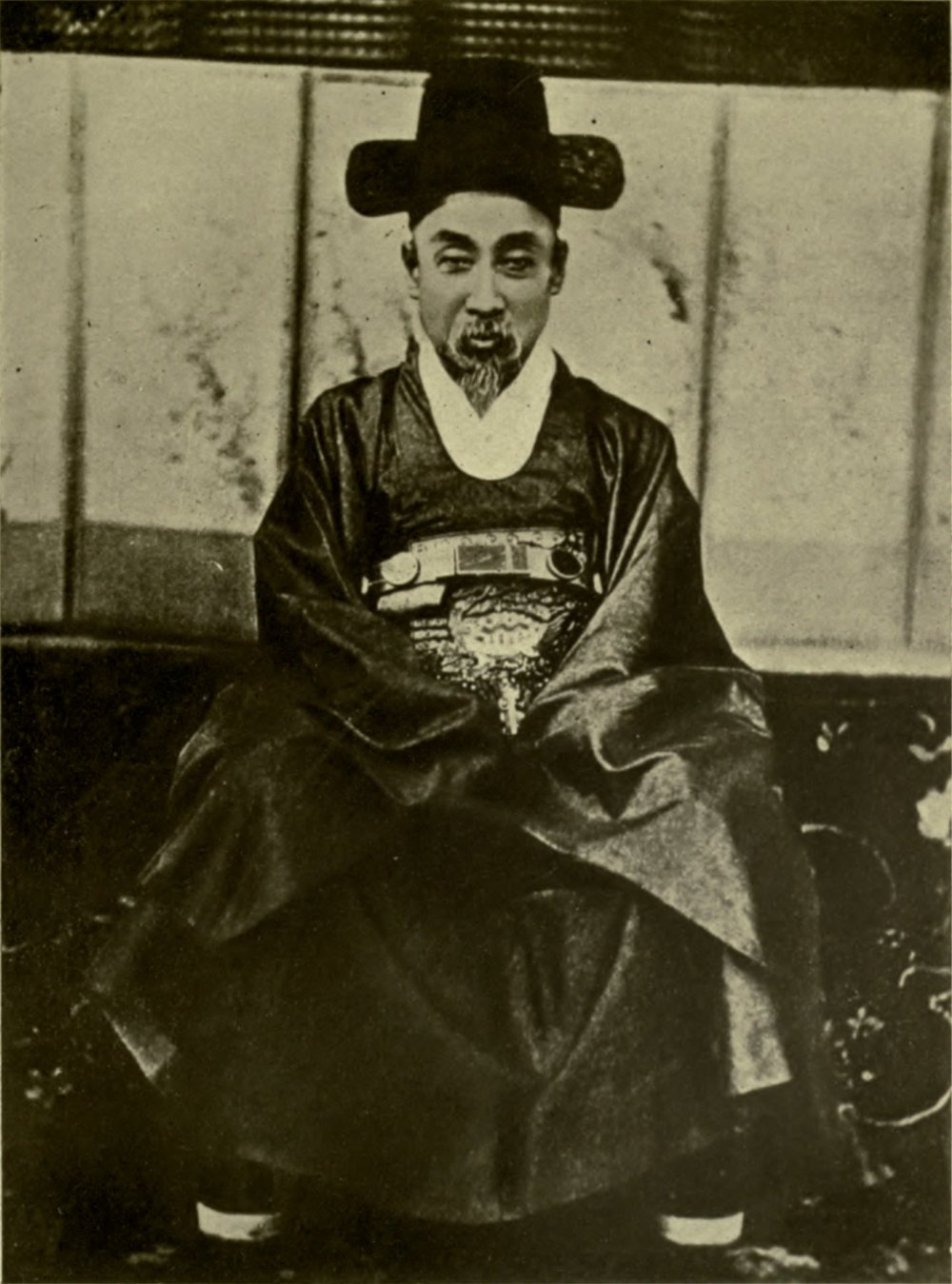
興宣大院君（李昰応）

朝鮮は14世紀の建国以来「事大交隣」を旨とし、明・清の王朝交代後も満洲王朝である清を宗主国と仰いできた。また日本との関係は、文禄・慶長の役で断絶した後、江戸幕府が断絶していた日朝国交を回復するため、対馬藩を通じて、中世に行われていた朝鮮通信使の復活を打診してきた。そこで朝鮮側は釜山に倭館を設置して対馬藩士を常駐させるとともに、新将軍就任を慶賀する名目で、通信使を派遣することとなる。しかし使節団を接遇する幕府や諸藩の負担が次第に重くなり、1787年に11代徳川家斉が将軍に就任した際には、老中松平定信により経費節減のため、目的地を江戸から対馬に変更する「易地聘礼」が提案された。これに反撥した朝鮮側が難色を示し、結局通信使の派遣が20年以上遅れて1811年（文化8年）まで延期された経緯があり、それ以後は通信使は派遣されることはなかった（詳細は朝鮮通信使#江戸時代の通信使の編成、行程を参照）。
朝鮮にとって、八戸事件の起きたこの同治5年（高宗3年）という年は、排外運動が一つの頂点を迎えた時期でもあった。当時、国王の位に就いたばかりの高宗は年少であり、排外主義的な傾向の強い父親の李昰応（興宣大院君と称される）が摂政として国務を取り仕切っていた。1864年、大院君は清を除く他国との通商・交流を禁止する強力な鎖国政策を開始していた。
1866年2月には、大院君政権によるフランス人宣教師および朝鮮人カトリック教徒に対する大弾圧事件（丙寅教獄）があり、その報復として10月にはロゼ少将指揮下のフランス極東艦隊が江華島に来襲して朝鮮軍と戦闘し、1箇月余にわたって江華府を占領し、漢江河口を封鎖した後に、朝鮮側に撃退され撤退するという事件が起こっていた（丙寅洋擾）。またそれとは別に、8月には、アメリカの武装商船ジェネラル・シャーマン号が大同江を遡上し、帰路に座礁した際に朝鮮民の攻撃を受け、乗組員全員が殺害されるという事件が発生していた（ジェネラル・シャーマン号事件）。
このような状況にあった最中、同治6年（1867年）3月に宗主国清から帰国した冬至使が、日本の征韓計画を記した八戸の記事を伝える清国礼部からの咨文、および総理衙門が集めた新聞情報をもたらしたのである。それらによれば米国軍艦ワチューセット号（猾諸舌、Wachusett）がシャーマン号事件調査のため朝鮮に派遣される予定であり、英仏米が朝鮮に軍艦を派遣して通商条約を締結しようとしていること、丙寅洋擾でフランス艦隊が撤退したのは天候悪化のための一時的なものであり、春には再び朝鮮を攻撃するつもりで、その際日本も出兵を企んでいることなどを伝えてきた。仏・米両国との紛争に加え、日本による攻撃の可能性があるとの情報が、朝鮮政府に与えた危機感は大きく、大院君政権は事態を重く受け止めるとともに、早急なる対策を講ずる必要に迫られた。

## 事件の展開
八戸の記事を伝える清国礼部からの咨文は朴珪寿を通じ東津鎮（丙寅洋擾を受け大同江河口域に1867年に設置された防塞）の現場司令官にまで回覧されたことが分かっている。
八戸の新聞記事で最も朝鮮政府を刺激した部分は、①朝鮮が日本に朝貢を続けたとしている点と、②日本が朝鮮を討伐しようとしているという二点である。清を宗主国とする朝鮮が日本に朝貢しているというのは、たとえ誤情報に基づいていたとしても、清への忠誠心を疑われることになりかねない。そのため、朝鮮政府は清国に対して、朝鮮が日本に朝貢したという事実はなく、その他も事実無根であるとの弁解をただちに清の礼部に回咨した。同時に、対馬藩を通じて江戸幕府に対して、礼曹参判（内務大臣）・李沇応の名義による書契を送って八戸発言について詰問し、八戸が記す征韓計画についての説明を要求した。なお上記の二点のうち、日本への書契では②の点のみに触れて幕府の責任を追及しているものの、①については触れられていない。
礼曹書契は同年4月上旬に釜山草梁倭館に伝達され、直ちに対馬藩の手によって京都へ回送された後、5月15日に対馬藩在京家老の古川治左衛門から、老中板倉勝静へ提出された。板倉は江戸の幕閣とも協議を行い、6月5日対馬藩主宗義達に宛て、八戸順叔を「何れの漂民ニ候哉」と所属が確認できない人物であり、八戸記事を「無稽之説」として正式に否認すべき旨を命じた。板倉や慶喜にとっては、虚報でしかない八戸の記事よりも、前述した外国奉行平山敬忠の使節団の方が重要案件であり、むしろこの八戸記事への照会を利用して朝鮮側に対し、使節派遣を打診しようとしたのである。
翌日には慶喜の側近で目付の原市之進からも、返答の書契案について対馬藩に「日本が富国強兵のため、海外から大砲軍艦武器を購入しているために、そのような狂説が流布しているのかもしれない」と前置きしつつ、「日本から使節を派遣し、フランスとの調停を試みれば、日本の好意が伝わり、無根の妄言も氷解するだろう」と述べている。
この板倉・原の原案を元に、対馬藩は朝鮮礼曹への回答書契を作成した。従来の外交ルート通り、対馬藩はこれを倭館滞在中の講信大差使仁位孫一郎へ発送。6月29日、仁位から東萊府使の鄭顕徳にこの書契が提出された。こうして幕府から朝鮮政府に対し、正式に八戸記事を全面否定する説明がなされたことで、日朝間の外交懸案としての八戸事件は、ひとまず終結する。ただし同書契の中で、幕府から釈明のための特使（平山使節団を指す）の派遣が提案されていたことは、かえって朝鮮側の疑念を招き、「旧約の例になし」として、凶作・悪疫流行・外難を理由に拒否された。なおも慶喜や板倉が熱望した平山使節団は実現が遅れ、結局同年の11月25日（1867年12月20日）に軍艦蟠竜丸で江戸を出帆するが、大政奉還後の緊迫した情勢下、幕府と薩長軍との軍事衝突の可能性がにわかに高まったため、大坂上陸後に自然消滅している。
江戸幕府が公式に八戸発言を否定したことにより、事件は一応落着するに至った。しかしそれからわずか数箇月後、当の徳川慶喜が大政奉還したことにより、外交当事者としての江戸幕府そのものが崩壊してしまう。また日本による公式否定後も、清・朝両国では対日警戒感が収まることはなく、数年後の日清修好条規・日朝修好条規締結に至るまで、維新期の日本外交に支障を残した事件となった。

## その後の国際関係と八戸事件
幕府による記事内容の全面否定により、八戸事件は外交案件としてはいったん終結する。しかしその後も日本・清・朝鮮三国の間に、八戸記事の問題はくすぶり続けた。

### 書契問題の停滞と征韓論
明治新政府が成立すると、日朝間には新たに「書契問題」が発生する。発端は明治元年（1868年）に従来の外交ルートである対馬藩を通じて、日本政府が王政復古したことを知らせる朝鮮への国書の中に、従来使用されていなかった印鑑や「左近衛少将」「朝臣」「皇」「勅」などの文言が含まれていたこと、礼曹参判への呼称などが従来の書契形式と異なることなどに対し、朝鮮側が難色を示し、国書の受理を拒否したことである。新政府はその後、版籍奉還・廃藩置県を進め対馬藩も消滅。対朝鮮交渉事務も対馬藩から外務省へ移管する。柳川一件をはじめ、これまで時に国書の偽造まで行って両国の融和を図ってきた対馬藩というクッションが無くなった結果、朝鮮側も態度を硬化させ、書契問題は長期化した。特に明治5年（1872年）外務省権録森山茂・広津弘信らが書契を携行した際、蒸気船満珠丸で渡朝したことは、丙寅・辛未洋擾や八戸事件で蒸気船に警戒心を強めていた朝鮮側を刺激し、これを理由に倭学訓導安東晙から拒絶されている。その後大院君が癸酉政変で失脚し、対日開国派の朴珪寿が主導権を握るが、書契問題は解決しなかった。これらの情報が日本へもたらされると、日本国内の士族を中心に征韓論が沸騰することになる。1873年10月には征韓論政変が起き、西郷隆盛・板垣退助らが参議を辞職する騒動となった（明治六年政変を参照）。

### 李鴻章の対日観の曲折
一方、日清間には1871年9月13日に日清修好条規が締結された。李鴻章は対日交渉にあたり、清国側が意図した目的をほぼ満足させ、柳原前光を代表とする全権団にも好感を抱いていた。しかし1873年に入ると、再び日本の朝鮮侵攻への懸念を表明するようになる。李鴻章が1873年2月26日に総理衙門に提出した書簡には、日本が高麗（朝鮮）に朝貢を要求していると記されており、これが八戸事件を指しているのか、書契問題の紛糾を指しているのかはっきりしない。その後日清間には台湾出兵問題が発生するが、そのさなかの1874年7月には欽差大臣沈葆楨が総理衙門と李鴻章に、フランス人から聞いた意見として、日本が台湾の後、高麗にも出兵しようとしているという情報を伝えている。総理衙門は八戸事件の時と同様、速やかにこれを朝鮮に伝え、仏・米と直ちに条約を締結して日本に対抗することを勧めた。この密咨は朝鮮政府に衝撃を与え、癸酉政変後に排日政策を放棄させる一因となる。八戸事件の際もそうであったように、清国側は英仏米からの最新情報の真偽を確かめることなく、倭寇や秀吉の朝鮮出兵の歴史を重視して、潜在的に日本は朝鮮侵略の意図を持っており、清に対する脅威なりうると判断していることがうかがえる。なおこの密咨への回答では、朝鮮側は仏米との条約は望んでおらず、むしろ清から仏・米・日各国へ働きかけを行うよう要請しているが、清側はこれに応じることはなかった。

### 江華島条約交渉

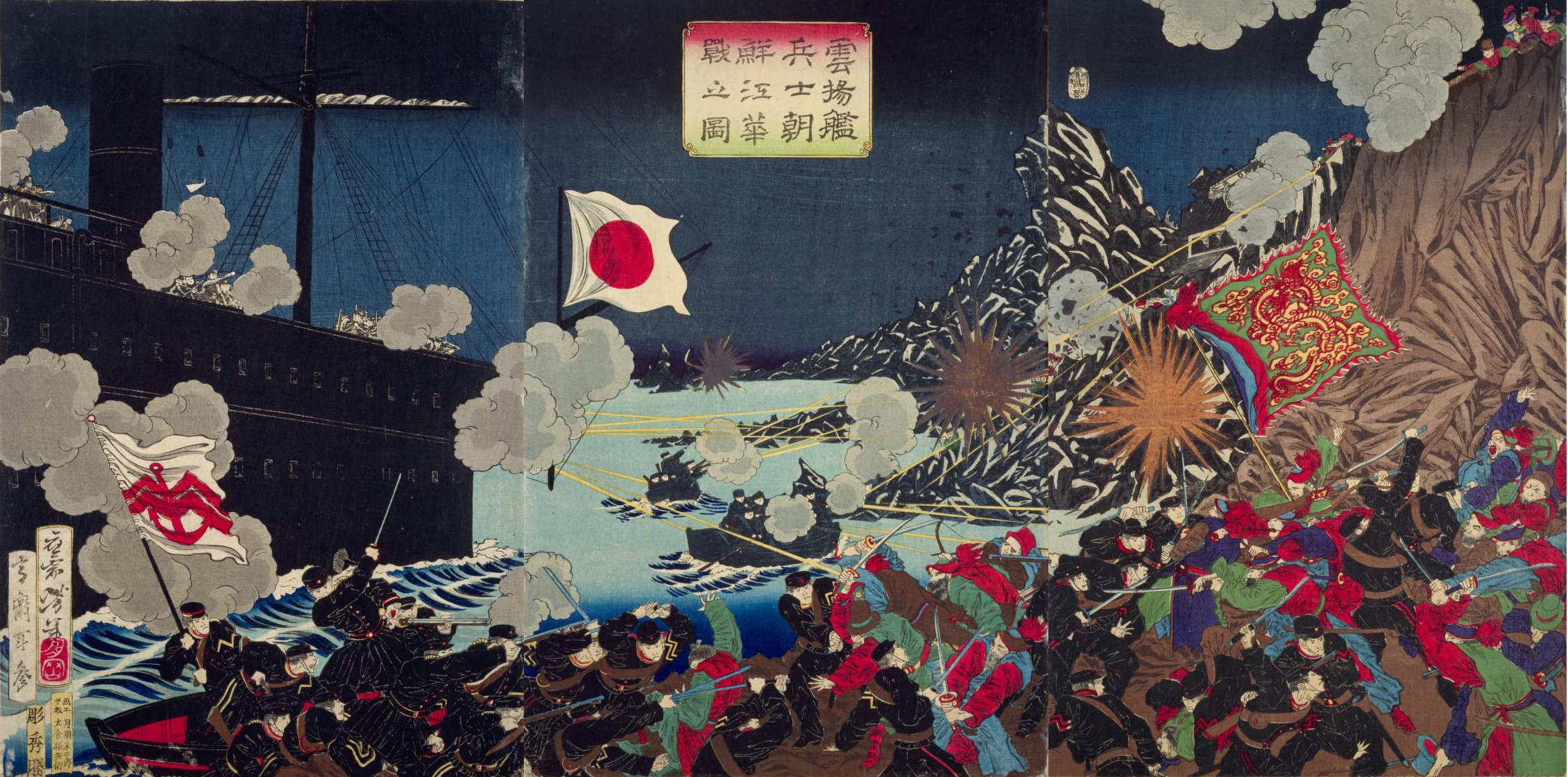
雲揚号兵士朝鮮江華戦之図

1875年9月には、解決しない書契問題の武力解決を図るため、日本が江華島へ軍艦を派遣して交戦した雲揚号事件（江華島事件）が勃発。事後交渉のため、翌1876年1月に特命全権大使黒田清隆・副使井上馨らが江華島へ派遣された（詳細は江華島事件#事件発生後の日朝両国の対応を参照）。この交渉の席上で、再び10年前の八戸事件が話題に上ることとなる。朴珪寿は、朝鮮側に不利な交渉を少しでも有利にするため、日本側のペースによる議事進行を緩める目的で、八戸発言を取引材料として用いることを主張し、採用された（朴珪寿は大院君政権の排外政策を批判した際にも八戸事件に触れており、この件を熟知していた）。日本の紀元節（2月11日）に行われた両国全権による第1回会商において、日本側の井上副全権が、7年に及ぶ書契問題の責任を追及したところ、朝鮮側全権申櫶は八戸の記事をとりあげ、（朝鮮が日本に五年ごとに朝貢したなどと）日本側が朝鮮を侮辱した件を示し、両国関係が悪化したのはこの記事のせいであると反論したのである（同月2日、会議前に朝鮮議政府が釈明のために提出した謝辞でも、八戸発言が触れられている）。日本側は、「新聞は政府が関与できるものではなく、各国の新聞はその国の君主の間違いを指摘し、掲載する場合もある。八戸の虚説については、先年対馬藩主がすでに弁解済みである」と再反論し、結局朝鮮側はこの件を取り下げている。もっとも朴珪寿は対日融和派で、失脚したとはいえ大きな影響力を持つ大院君勢力との対立を制しつつ、初めから日本とは妥結するつもりであった。結果的には日本側の言い分を受け入れ、日朝修好条規が締結されることになる。しかしこの交渉の過程で、10年も以前の新聞記事に過ぎない八戸発言が利用されたことは注目に値する。
このように、八戸順叔が広州の一新聞に載せた記事は、10年間もの長きにわたって、日本・清・朝鮮の間に横たわった外交案件となり続けたのである。

## 八戸順叔の謎

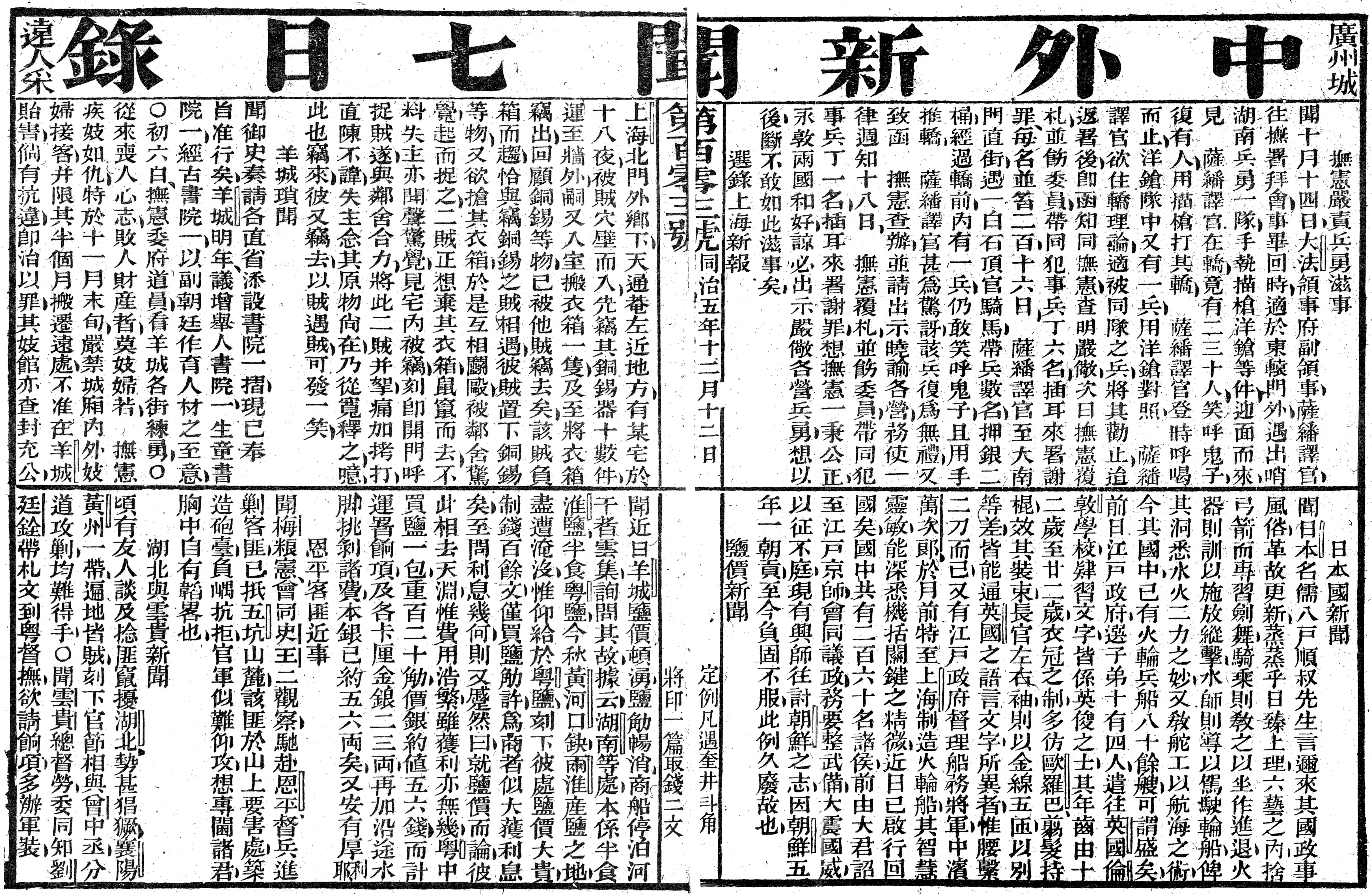
中外新聞七日錄 同治5年12月12日号 全紙面

日・清・朝三国の外交問題にまで発展した事件の端緒は、八戸順叔なる謎の日本人が広州の新聞に寄稿したという「征韓論」の記事である。ところが、実はこの記事は現在に至るまで、その原文が見つかっていない。現在伝わるのは清朝総理衙門による引用文（照録）のみであり、果たして本当にそのような記事が存在したのか、実際に日本人が書いた記事なのか、そして八戸順叔という人物がいったい何者なのかなど、定かでないことが多い。
田保橋潔の『近代日鮮関係の研究 上巻』（1940年）は、問題の記事は同治5年広東で発行されていた『中外新聞』の12月12日版に掲載されたとする。しかし当時、広東には『中外新聞』という新聞は存在していなかった。曽虚白『中国新聞史』によれば、『中外新聞』は広州ではなく、寧波で発行されていた新聞である。似た名前の『中外新聞七日報』という新聞（The China Mail（徳臣報）の中文版）もあるが、これは1871年3月に陳藹廷が創刊したものであり、問題が発生した1866年の時点ではまだ存在していない。ほかに当時の新聞としては『香港船頭貨価紙』（1857年11月2日創刊）、『中外新報』（1858年創刊。英字新聞『孖剌報(Daily Press)』の中文版）、『中外雑誌』（1862年創刊）、『香港中外新報』（1864年9月から1865年4月までの間に創刊）などがあったが、いずれも広州ではなく香港紙であり、また現存する紙面にも該当する記事は掲載されていない。清国礼部から朝鮮への密咨に附された新聞照録5件に関しても、新聞名や日付の記載がなく、どの新聞から転載されたのかは不明である。
いっぽう八戸順叔という人物は、さらに謎の存在である。当時香港在住の日本人に八戸順叔という人物がいたという記録は存在していない。また日本側の同時代の諸史料にも全く記載がなく、姓名の正確な読み方すら不明である。慶応3年2月8日（1867年3月13日）、幕府から上海へ派遣された調査団の名倉予何人らが、当時上海に在留していた八戸順叔に接触したというが、詳細は不明である。いっぽう煙山専太郎『征韓論実相』（1907年）では「我九州の人、八戸順叔なる者（此人、曽て米国に遊びし事あり）上海にあり、日本政府、此議ありと聞き、軽率にも之を誇張して地の清国新聞に投書せしかば（以下略）」（120頁）とあり、八戸を九州出身の人物で、幕末に一時米国に滞在し上海で新聞に投書したとしている。九州には日向国（現宮崎県）北部に八戸（やと）という地名が存在するが（西臼杵郡日之影町）、関連は不明である。また田保橋『近代日鮮関係の研究』では、"旧幕府遺老"の言として「代官手代八戸厚十郎の三男で、後姓を大陽寺(?)に改め、明治維新の際、上野国高崎藩の雇士となり、藩制改革に参与し、後東京府及び地方の属官に任ぜられた。幕末に数度ヨーロッパに渡航した経験がある」としている（なお同書は、至る所で典拠をきわめて明確に示した名著であるが、この部分は「旧幕府遺老の言」と言葉を濁して、出典を明らかにしていない）。しかし、上記の断片的な情報を総合しても、幕末から明治初期にかけてヨーロッパへ渡航した日本人の記録の中に、九州出身の八戸順叔という人物は全く見当たらないのである。
一方で、この時期に日本から香港へ渡った八戸姓の人物に、八戸喜三郎という者がいた。横浜イギリス総領事館付の英国国教会牧師バックワース・ベイリーが発行していた木版和綴本の日本語新聞『万国新聞』によれば、八戸喜三郎（やと きさぶろう）は「香港に在住し、八丈島漂流人のために尽力・周旋した人物である。慶応3年2月に日本諸藩の武士70人とともに南京金陵に赴き、支那政府より士官に任ぜられた。英語に通じ、対話はほぼ英国人のようである」という。他方、米国総領事館の書記生で、後にハワイへの日本人移民「元年者」に関わったオランダ系アメリカ商人ヴァン・リードが、1865年に持病の結核療養のため、サンフランシスコに帰国する際、八戸喜三郎（ヤベ キサボロー、Yabe Kisaboro）という日本人が同行しており、上記の八戸喜三郎と同一人物と思われる。喜三郎らはハワイに寄港した後、サンフランシスコに到着。ヴァン・リードがサンフランシスコで療養滞在中に、彼の故郷であるレディングを訪問。さらにロングアイランドに渡り刑務所の見学を行っており、香港に移住後に米国の刑務所に関するレポートを寄稿し、「僕前年ウエンリードなるものの導きに依りて彼国に遊び実見する所なれば」と記している（『万国新聞』1867年6月号）。1866年1月にヴァン・リードと八戸は、サンフランシスコからハワイ経由で日本に向かうが、3月4日船がウェーク島沖で座礁沈没し、27日二人が乗るボートがグアム島に漂着して九死に一生を得たという。その後ヴァン・リードは6月に横浜に到着している。以上を総合すれば八戸喜三郎は、1865年に渡米、1866年に日本帰国に際して漂流、1867年に南京へ移住し、その間しばしば新聞に寄稿していた人物ということになる。1866年暮れに広州の新聞に記事を出稿し、翌年2月に上海で幕府使節と接触したという八戸順叔の行動とは若干齟齬があるものの、李相哲は「八戸順叔」はおそらく喜三郎の筆名であろうとし、英字紙"The China Mail"内に中国語で記事を載せる「中外新聞」という欄があって、そこに八戸の記事が掲載されたのではないかと推測している。
一方、姜範錫は八戸順叔の正体を日系アメリカ人浜田彦蔵（ジョセフ・ヒコ）と推測する。これは浜田が横浜で英字新聞を翻訳した『海外新聞』を発行しており、海外の新聞記事に詳しかったこと。例の記事中に中浜万次郎の名が挙がっているが、同様の渡米・滞米経験を持ち共通点が多い浜田なら言及の可能性が高いこと。また八戸（ハッコ）とヒコ、順叔（ジュンシュク）とジョセフは音が近いことなどを理由としているが、いささか牽強附会の感を免れない。
清朝の外交を司る国家機関である総理衙門が、無から事件を捏造したとは考えづらく、八戸順叔という人物がこの頃香港・南京・上海など南清の港湾都市のいずれかに滞在し、またその八戸が書いた何らかの記事は存在していたと思われる。しかしこの外交問題の大元となった記事の原文が見つかっていないこと、そして記事を書いた八戸順叔という人物の正体が不明であるということは、注意を要する。
現在の青森県に八戸市という街があるが、現在の青森県の藩であった津軽藩の津軽氏にはこの頃、歴代藩主や家臣ら、例を挙げるなら藩主の津軽順承や家老家の津軽順朝など「順」の字を名乗るものが多く、また津軽順朝の子で津軽黒石藩を継承した津軽承叙も存在する。
ただし、現在の八戸市自体は当時、盛岡藩南部氏の支藩である八戸藩の支配地域であり、津軽氏とは関係が無い。さらに古くに存在した南部氏の一族である八戸氏もこの当時は南部氏（遠野南部氏）を名乗っており、少なくとも八戸氏本家は八戸姓を使用していないが、青森県内には現在も八戸姓が多数存在するなど、当時の津軽藩周辺にも八戸姓の人物が存在した可能性はある。

## 関連年表
※清・朝鮮は時憲暦、日本は明治5年まで天保暦（時憲暦とほぼ同じ）、明治6年以後は西暦（グレゴリオ暦）と同じ（斜体の日付は西暦）。
| 八戸事件 関連年表 | 八戸事件 関連年表 | 八戸事件 関連年表 | 八戸事件 関連年表 | 八戸事件 関連年表 |
| 清                | 朝鮮              | 日本              | 西暦              | できごと |
| ----------------- | ----------------- | ----------------- | ----------------- | --- |
| 同治3             | 高宗元            | 元治元            | 1864              | 6月28日（7月31日） 浜田彦蔵が横浜で初の日本語新聞「海外新聞」を発刊。                                                                              |
| 同治4             | 高宗2             | 慶応元            | 1865              | 4月 ヴァン・リードが八戸喜三郎を伴ってサンフランシスコへ帰国。                                                                                     |
| 同治5             | 高宗3             | 慶応2             | 1866              | 3月 ヴァン・リードと八戸喜三郎がハワイ経由で香港へ向かう途中、グアム島へ漂着。                                                                     |
| 同治5             | 高宗3             | 慶応2             | 1866              | 3月 大院君政権がキリスト教に弾圧を行い、フランス人宣教師9人、朝鮮人教徒8000人を殺害（丙寅教獄）。                                                  |
| 同治5             | 高宗3             | 慶応2             | 1866              | 7月9日（8月18日） 米国の武装商船が大同江へ侵入。のち朝鮮民間人に全員殺害される（ジェネラル・シャーマン号事件）。                                   |
| 同治5             | 高宗3             | 慶応2             | 1866              | 8月25日（10月3日） 土佐藩の中浜万次郎・後藤象二郎らが軍艦購入のため上海へ赴く。                                                                    |
| 同治5             | 高宗3             | 慶応2             | 1866              | 9月2日（10月10日） 幕府と長州藩が停戦。第二次長州征伐が失敗に終わる。                                                                              |
| 同治5             | 高宗3             | 慶応2             | 1866              | 9月8日（10月16日） フランス極東艦隊が丙寅教獄への報復として江華島を攻撃・占領。のちに撤退（丙寅洋擾）。                                            |
| 同治5             | 高宗3             | 慶応2             | 1866              | 10月25日（12月1日） 江戸幕府の英国留学生14名が横浜を出帆。                                                                                         |
| 同治5             | 高宗3             | 慶応2             | 1867              | 12月5日（1月10日） 徳川慶喜に将軍宣下。第15代将軍となる。                                                                                          |
| 同治5             | 高宗3             | 慶応2             | 1867              | 12月8日（1月13日） 幕府に招聘されたフランス軍事顧問団が横浜に到着。軍制改革始まる。                                                                |
| 同治5             | 高宗3             | 慶応2             | 1867              | 12月12日（1月17日） 広州の新聞『中外新聞』に八戸順叔の征韓論の記事が掲載される。                                                                   |
| 同治6             | 高宗4             | 慶応3             | 1867              | 2月7日（3月12日） 徳川慶喜がフランス公使ロッシュに、フランス・朝鮮間の調停を申し出る。                                                             |
| 同治6             | 高宗4             | 慶応3             | 1867              | 2月8日（3月13日） 幕府から上海へ派遣された名倉予何人ら9名が、上海在留の八戸順叔に接触。                                                            |
| 同治6             | 高宗4             | 慶応3             | 1867              | 2月15日（3月20日） 総理衙門が同治帝に、八戸記事について礼部から朝鮮へ密咨を送ることを上奏。                                                        |
| 同治6             | 高宗4             | 慶応3             | 1867              | 2月 八戸喜三郎が日本の諸藩士70人と共に南京に赴き、清から士官に任命される?                                                                          |
| 同治6             | 高宗4             | 慶応3             | 1867              | 3月 清国礼部の咨文および総理衙門による新聞照録が朝鮮政府へもたらされる。朝鮮は礼部へ回咨するとともに江戸幕府に対し、征韓計画について説明を求める。 |
| 同治6             | 高宗4             | 慶応3             | 1867              | 5月15日（6月17日） 八戸記事に関する朝鮮書契が対馬藩家老から老中板倉勝静に提出される。                                                              |
| 同治6             | 高宗4             | 慶応3             | 1867              | 5月 八戸喜三郎が横浜の『万国新聞』に米国の刑務所に関する記事を寄稿。                                                                               |
| 同治6             | 高宗4             | 慶応3             | 1867              | 6月5日（7月6日） 老中板倉勝静から対馬藩へ八戸記事を公式に否定するよう命じ、翌日には原市之進からも同様の返答書契案が下る。                          |
| 同治6             | 高宗4             | 慶応3             | 1867              | 6月29日（7月30日） 対馬藩士仁位孫一郎が東萊府へ幕府からの返書を提出。                                                                              |
| 同治6             | 高宗4             | 慶応3             | 1867              | 10月14日（11月9日） 徳川慶喜、大政を奉還。 |
| 同治6             | 高宗4             | 慶応3             | 1867              | 11月25日（12月20日） フランス・朝鮮間調停および八戸事件弁明のために平山図書頭が江戸を出帆。大坂到着後断念。                                        |
| 同治6             | 高宗4             | 慶応3             | 1868              | 12月8日（1月3日） 王政復古の大号令。明治新政府が成立。                                                                                             |
| 同治7             | 高宗5             | 慶応4 明治元      | 1868              | 11月 対馬藩主宗義達より朝鮮政府へ王政復古を知らせる国書がもたらされたが、朝鮮側は文言に不備ありとして受理せず（書契問題のはじまり）。              |
| 同治10            | 高宗8             | 明治4             | 1871              | 7月29日（9月13日） 李鴻章と伊達宗城により、日清修好条規が締結される。                                                                              |
| 同治12            | 高宗10            | 明治6             | 1873              | 10月 日本で征韓論政変が勃発。 |
| 同治12            | 高宗10            | 明治6             | 1873              | 11月 癸酉政変。閔妃一族の擡頭により大院君が下野。高宗の親政開始。                                                                                  |
| 同治13            | 高宗11            | 明治7             | 1874              | 5月6日 日本陸軍による台湾出兵。 |
| 同治13            | 高宗11            | 明治7             | 1874              | 6月24日（8月6日） 清国から、日本の朝鮮出兵の可能性を知らせる密咨が朝鮮に到着。以後、朴珪寿の対日開港論が擡頭。                                     |
| 光緒元            | 高宗12            | 明治8             | 1875              | 8月21日（9月20日） 雲揚号事件（江華島事件）発生。                                                                                                  |
| 光緒2             | 高宗13            | 明治9             | 1876              | 1月17日（2月11日） 江華島で第1回条約交渉。席上、朝鮮側が八戸事件の話題を持ち出す。                                                                 |
| 光緒2             | 高宗13            | 明治9             | 1876              | 2月3日（2月27日） 日朝修好条規（江華島条約）締結。                                                                                                 |